# پتوو-شتگن
پتوو-شتگن (به آلمانی: Pätow-Steegen) یک شهر در آلمان است که در لودویگسلوست-پارشیم واقع شده‌است. پتوو-شتگن ۴۰۹ نفر جمعیت دارد.